# Anthelinae
Los antelinos (Anthelinae) son una subfamilia de lepidópteros glosados  del clado Ditrysia. 

## Géneros
Tiene los siguientes géneros:
- Anthela - Chelepteryx - Chenuala - Nataxa - Omphaliodes - Pterolocera